# Dublin (Geórgia)
Dublin é uma cidade localizada no estado americano de Geórgia, no Condado de Laurens.

## Demografia
Segundo o censo americano de 2000, a sua população era de 15.857 habitantes.
Em 2006, foi estimada uma população de 17.263, um aumento de 1406 (8.9%).

## Geografia
De acordo com o United States Census Bureau tem uma área de
34,4 km², dos quais 34,2 km² cobertos por terra e 0,2 km² cobertos por água. Dublin localiza-se a aproximadamente 68 m acima do nível do mar.

## Localidades na vizinhança
O diagrama seguinte representa as localidades num raio de 28 km ao redor de Dublin.